# Orbit Culture
Orbit Culture is een Zweedse deathmetalband uit Eksjö die werd opgericht in 2013. De band bestaat uit zanger en slaggitarist Niklas Karlsson, leadgitarist Richard Hansson, bassist Fredrik Lennartsson en drummer Christopher Wallerstedt. Voormalige bandleden zijn leadgitarist Maximilian Zinsmeister, bassist Christoffer Olsson en drummer Markus Bladh. Orbit Culture heeft vier studio-albums en drie EP's uitgebracht.

## Bandleden

### Huidige bandleden
- Niklas Karlsson – zang, slaggitaar (2013–present)
- Richard Hansson – leadgitaar (2016–present)
- Fredrik Lennartsson – basgitaar (2016–present)
- Christopher Wallerstedt – drums (2019–present)

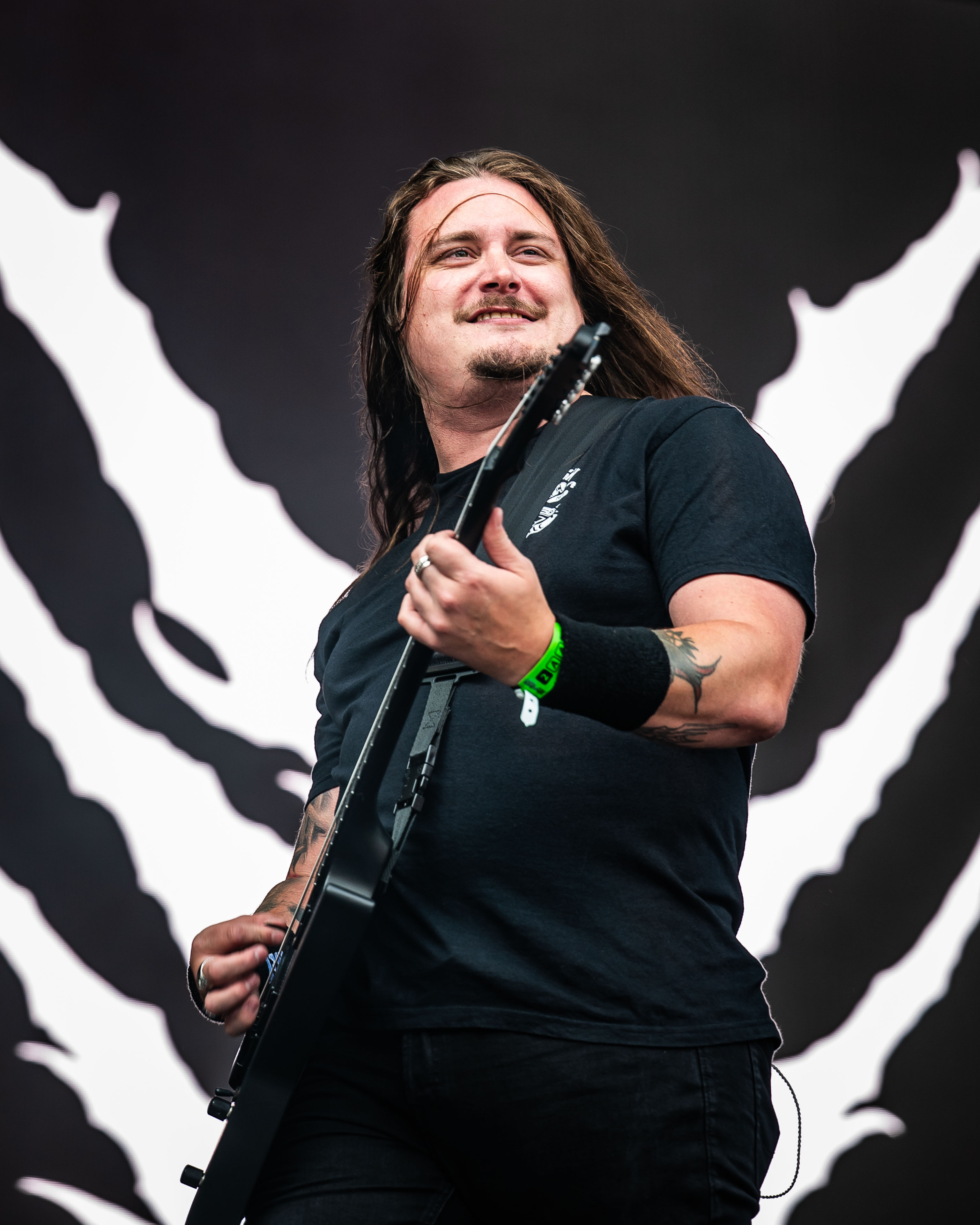
Niklas Karlsson
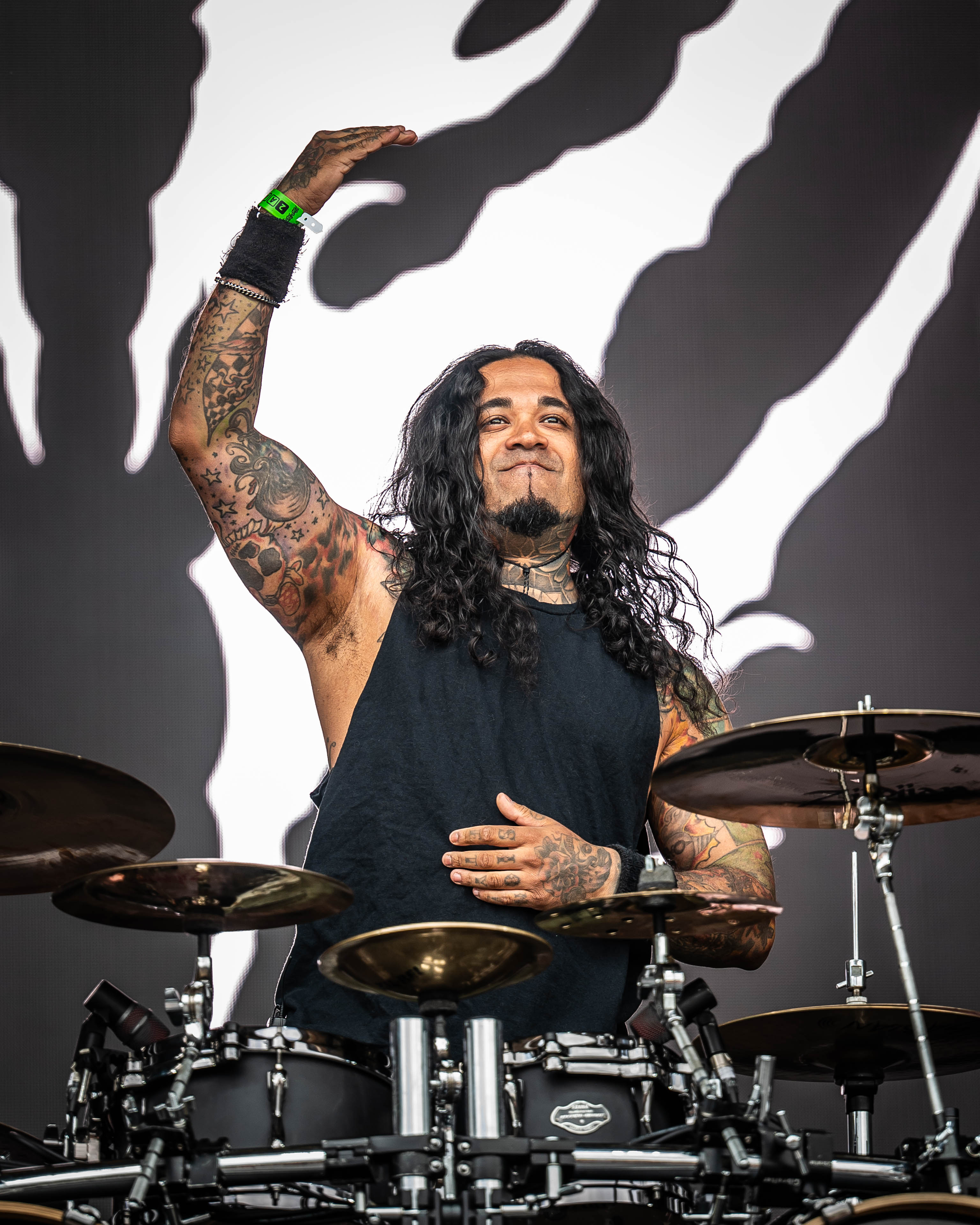
Christopher Wallerstedt
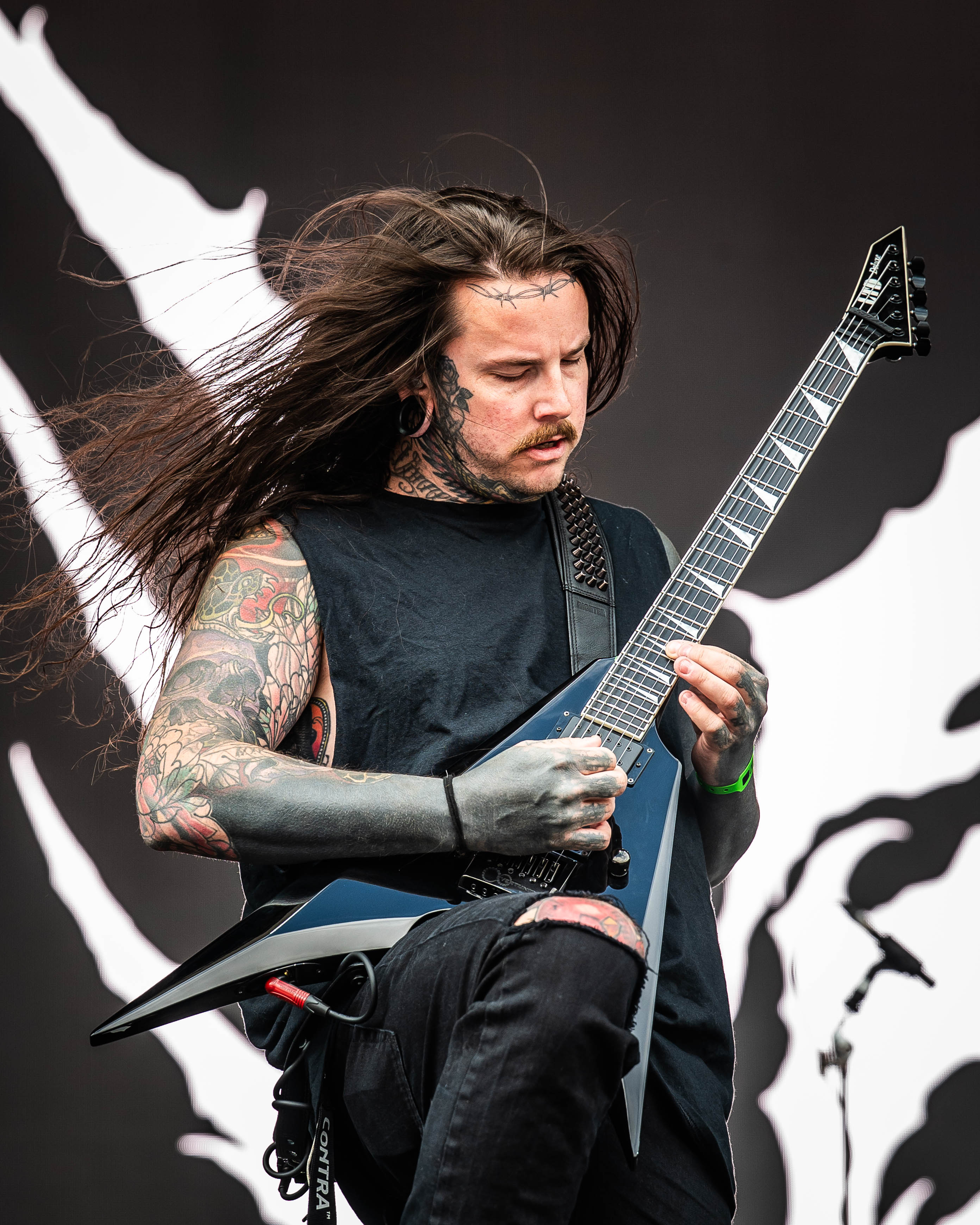
Richard Hansson
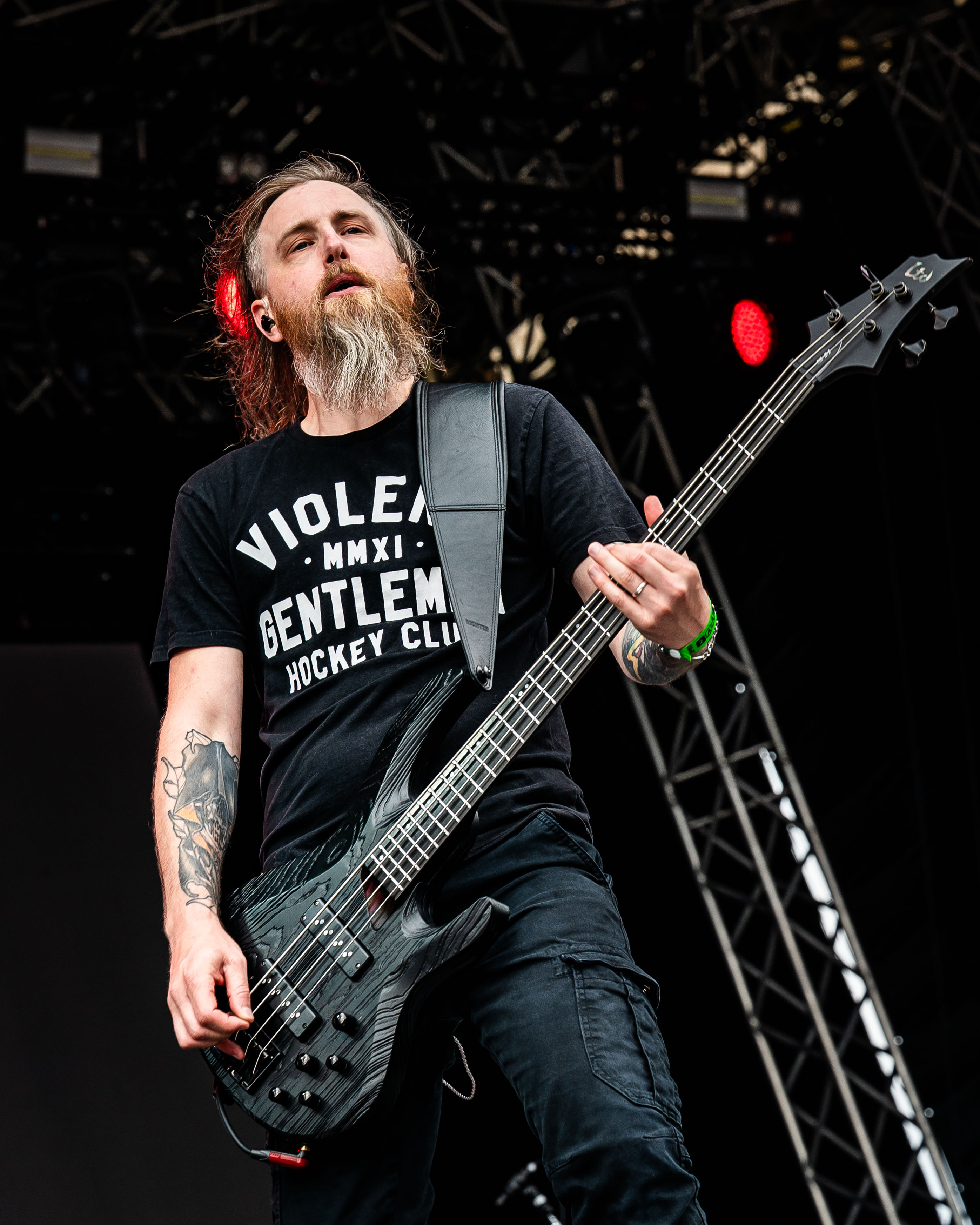
Fredrik Lennartsson

### Voormalige bandleden
- Christoffer Olsson – basgitaar (2013–2016)
- Maximilian Zinsmeister – gitaar (2013–2016)
- Markus Bladh – drums (2013–2019)

## Discografie

### Studio-albums
- In Medias Res (2014)
- Rasen (2016)
- Nija (2020)
- Descent (2023)

### EP's
- Odyssey (2013)
- Redfog (2018)
- Shaman (2021)
- The Forgotten (2023)

### Singles
- Hardwired (Metallica Cover) (2016)
- Halloween (2018)
- Nensha (2019)
- Rebirth (2020)
- The Shadowing (2020)
- Open Eye (2020)
- Flight of the Fireflies (2021)
- Carvings (2021)
- Shaman (2021)
- Vultures of North (2022)
- From The Inside (2023)